# La Revanche de l'Ombre Jaune
La Revanche de l'Ombre Jaune est le 37e roman de la série Bob Morane écrit par Henri Vernes et publié en 1959 par les éditions Gérard et Cie dans la collection Marabout Junior (no 158).

## Résumé
Bob Morane et Bill Ballantine croyaient avoir tué l'Ombre Jaune dans son repaire au nord de l'Écosse à la fin de L'Ombre Jaune, mais Bob rencontre sur les quais de Seine un étrange personnage aux yeux couleur ambre et au teint olivâtre. Il s'ensuit une course-poursuite entre l'Ombre Jaune ressuscitée et Bob Morane qui se termine en Égypte par un duel auquel assiste Bill Ballantine et durant lequel l'Ombre Jaune tire sur Bob Morane et l'atteint mortellement, au grand désespoir de son ami.